# 中国注册会计师执业准则
中国注册会计师执业准则是由中国注册会计师协会制定，中华人民共和国财政部发布的，规范注册会计师执行业务的一系列权威性的标准，属于行政法规。

## 中国注册会计师执业准则的发展

### 开始制定
1991年至1993年间，财政部和中国注册会计师协会先后制定了7个执业规则，包括：
- 《注册会计师检查验证会计报表规则（试行）》
- 《注册会计师验资规则（试行）》
- 《注册会计师查账验证计划规则（试行）》
- 《注册会计师查账验证工作底稿规则（试行）》
- 《注册会计师查账验证报告规则（试行）》

### 建立体系
1994年至2003年，中国注册会计师协会共制定了48项执业准则，它们包括：
- 基本准则1项：
  - 《独立审计基本准则》
- 具体准则28项：
  - 《独立审计具体准则第1号——会计报表审计》
  - 《独立审计具体准则第2号——审计业务约定书》
  - 《独立审计具体准则第3号——审计计划》
  - 《独立审计具体准则第4号——审计抽样》
  - 《独立审计具体准则第5号——审计证据》
  - 《独立审计具体准则第6号——审计工作底稿》
  - 《独立审计具体准则第7号——审计报告》
  - 《独立审计具体准则第8号——错误与舞弊》
  - 《独立审计具体准则第9号——内部控制与审计风险》
  - 《独立审计具体准则第10号——审计重要性》
  - 《独立审计具体准则第11号——分析性复核》
  - 《独立审计具体准则第12号——利用专家的工作》
  - 《独立审计具体准则第13号——利用其他注册会计师的工作》
  - 《独立审计具体准则第14号——期初余额》
  - 《独立审计具体准则第15号——期后事项》
  - 《独立审计具体准则第16号——关联方及其交易》
  - 《独立审计具体准则第17号——持续经营》
  - 《独立审计具体准则第18号——违反法规行为》
  - 《独立审计具体准则第19号——与已审计会计报表一同披露的其他信息》
  - 《独立审计具体准则第20号——计算机信息系统环境下的审计》
  - 《独立审计具体准则第21号——了解被审计单位情况》
  - 《独立审计具体准则第22号——考虑内部审计工作》
  - 《独立审计具体准则第23号——管理当局声明》
  - 《独立审计具体准则第24号——与管理当局的沟通》
  - 《独立审计具体准则第25号——会计估计》
  - 《独立审计具体准则第26号——存货监盘》
  - 《独立审计具体准则第27号——函证》
  - 《独立审计具体准则第28号——前后任注册会计师的沟通》
- 实务公告10项：
  - 《独立审计实务公告第l号——验资》
  - 《独立审计实务公告第2号——管理建议书》
  - 《独立审计实务公告第3号——小规模企业审计的特殊考虑》
  - 《独立审计实务公告第4号——盈利预测审核》
  - 《独立审计实务公告第5号——合并会计报表审计的特殊考虑》
  - 《独立审计实务公告第6号——特殊目的业务审计报告》
  - 《独立审计实务公告第7号——商业银行会计报表审计》
  - 《独立审计实务公告第8号——银行间函证程序》
  - 《独立审计实务公告第9号——对财务信息执行商定程序》
  - 《独立审计实务公告第10号——会计报表审阅》
- 其他准则：
  - 《中国注册会计师职业道德基本准则》
  - 《中国注册会计师质量控制基本准则》
  - 《中国注册会计师职业后续教育基本准则》
  - 《中国注册会计师执业规范指南》
  - 《基本建设施工预决（结）算审计验证规则（试行）》

### 国际趋同

#### 2006年
2006年，财政部发布了由中国注册会计师协会制定的48项执业准则，它们是：
- 《中国注册会计师鉴证业务基本准则》
- 《中国注册会计师审计准则第1101号——财务报表审计的目标和一般原则》
- 《中国注册会计师审计准则第1111号——审计业务约定书》
- 《中国注册会计师审计准则第1121号——历史财务信息审计的质量控制》
- 《中国注册会计师审计准则第1131号——审计工作底稿》
- 《中国注册会计师审计准则第1141号——财务报表审计中对舞弊的考虑》
- 《中国注册会计师审计准则第1142号——财务报表审计中对法律法规的考虑》
- 《中国注册会计师审计准则第1151号——与治理层的沟通》
- 《中国注册会计师审计准则第1152号——前后任注册会计师的沟通》
- 《中国注册会计师审计准则第1201号——计划审计工作》
- 《中国注册会计师审计准则第1211号——了解被审计单位及其环境并评估重大错报风险》
- 《中国注册会计师审计准则第1212号——对被审计单位使用服务机构的考虑》
- 《中国注册会计师审计准则第1221号——重要性》
- 《中国注册会计师审计准则第1231号——针对评估的重大错报风险实施的程序》
- 《中国注册会计师审计准则第1301号——审计证据》
- 《中国注册会计师审计准则第1311号——存货监盘》
- 《中国注册会计师审计准则第1312号——函证》
- 《中国注册会计师审计准则第1313号——分析程序》
- 《中国注册会计师审计准则第1314号——审计抽样和其他选取测试项目的方法》
- 《中国注册会计师审计准则第1321号——会计估计的审计》
- 《中国注册会计师审计准则第1322号——公允价值计量和披露的审计》
- 《中国注册会计师审计准则第1323号——关联方》
- 《中国注册会计师审计准则第1324号——持续经营》
- 《中国注册会计师审计准则第1331号——首次接受委托时对期初余额的审计》
- 《中国注册会计师审计准则第1332号——期后事项》
- 《中国注册会计师审计准则第1341号——管理层声明》
- 《中国注册会计师审计准则第1401号——利用其他注册会计师的工作》
- 《中国注册会计师审计准则第1411号——考虑内部审计工作》
- 《中国注册会计师审计准则第1421号——利用专家的工作》
- 《中国注册会计师审计准则第1501号——审计报告》
- 《中国注册会计师审计准则第1502号——非标准审计报告》
- 《中国注册会计师审计准则第1511号——比较数据》
- 《中国注册会计师审计准则第1521号——含有已审计财务报表的文件中的其他信息》
- 《中国注册会计师审计准则第1601号——对特殊目的审计业务出具审计报告》
- 《中国注册会计师审计准则第1602号——验资》
- 《中国注册会计师审计准则第1611号——商业银行财务报表审计》
- 《中国注册会计师审计准则第1612号——银行间函证程序》
- 《中国注册会计师审计准则第1613号——与银行监管机构的关系》
- 《中国注册会计师审计准则第1621号——对小型被审计单位审计的特殊考虑》
- 《中国注册会计师审计准则第1631号——财务报表审计中对环境事项的考虑》
- 《中国注册会计师审计准则第1632号——衍生金融工具的审计》
- 《中国注册会计师审计准则第1633号——电子商务对财务报表审计的影响》
- 《中国注册会计师审阅准则第2101号——财务报表审阅》
- 《中国注册会计师其他鉴证业务准则第3101号——历史财务信息审计或审阅以外的鉴证业务》
- 《中国注册会计师其他鉴证业务准则第3111号——预测性财务信息的审核》
- 《中国注册会计师相关服务准则第4101号——对财务信息执行商定程序》
- 《中国注册会计师相关服务准则第4111号——代编财务信息》
- 《会计师事务所质量控制准则第5101号——业务质量控制》

#### 2010年
2010年，为了进一步同国际审计准则趋同，财政部发布了由中国注册会计师协会修订的38项执业准则，修订后的执业准则是：
| 2006年版执业准则                                                              | 2010年版执业准则                                                                                  |
| ----------------------------------------------------------------------------- | ------------------------------------------------------------------------------------------------- |
| 基本要求和责任                                                                |                                                                                                   |
| 中国注册会计师审计准则第1101号 ——财务报表审计的目标和一般原则                 | 中国注册会计师审计准则第1101号 ——注册会计师的总体目标和审计工作的基本要求                         |
| 中国注册会计师审计准则第1111号 ——审计业务约定书                               | 中国注册会计师审计准则第1111号 ——就审计业务约定条款达成一致意见                                   |
| 中国注册会计师审计准则第1121号 ——历史财务信息审计的质量控制                   | 中国注册会计师审计准则第1121号 ——对财务报表审计实施的质量控制                                     |
| 中国注册会计师审计准则第1131号 ——审计工作底稿                                 | 中国注册会计师审计准则第1131号 ——审计工作底稿                                                     |
| 中国注册会计师审计准则第1141号 ——财务报表审计中对舞弊的考虑                   | 中国注册会计师审计准则第1141号 ——财务报表审计中与舞弊相关的责任                                   |
| 中国注册会计师审计准则第1142号 ——财务报表审计中对法律法规的考虑               | 中国注册会计师审计准则第1142号 ——财务报表审计中对法律法规的考虑                                   |
| 中国注册会计师审计准则第1151号 ——与治理层的沟通                               | 中国注册会计师审计准则第1151号 ——与治理层的沟通                                                   |
|                                                                               | 中国注册会计师审计准则第1152号 ——向治理层和管理层通报内部控制缺陷                                 |
| 中国注册会计师审计准则第1152号 ——前后任注册会计师的沟通                       | 中国注册会计师审计准则第1153号 ——前任注册会计师和后任注册会计师的沟通                             |
| 风险评估和应对                                                                |                                                                                                   |
| 中国注册会计师审计准则第1201号 ——计划审计工作                                 | 中国注册会计师审计准则第1201号 ——计划审计工作                                                     |
| 中国注册会计师审计准则第1211号 ——了解被审计单位及其环境并评估重大错报风险     | 中国注册会计师审计准则第1211号 ——通过了解被审计单位及其环境识别和评估重大错报风险                 |
| 中国注册会计师审计准则第1221号 ——重要性                                       | 中国注册会计师审计准则第1221号 ——计划和执行审计工作时的重要性                                     |
| 中国注册会计师审计准则第1231号 ——针对评估的重大错报风险实施的程序             | 中国注册会计师审计准则第1231号 ——针对评估的重大错报风险采取的应对措施                             |
| 中国注册会计师审计准则第1212号 ——对被审计单位使用服务机构的考虑               | 中国注册会计师审计准则第1241号 ——对被审计单位使用服务机构的考虑                                   |
|                                                                               | 中国注册会计师审计准则第1251号 ——评价审计过程中识别出的错报                                       |
| 审计证据                                                                      |                                                                                                   |
| 中国注册会计师审计准则第1301号 ——审计证据                                     | 中国注册会计师审计准则第1301号 ——审计证据                                                         |
| 中国注册会计师审计准则第1311号 ——存货监盘                                     | 中国注册会计师审计准则第1311号 ——对存货、诉讼和索赔、分部信息等特定项目获取审计证据的具体考虑     |
| 中国注册会计师审计准则第1312号 ——函证                                         | 中国注册会计师审计准则第1312号 ——函证                                                             |
| 中国注册会计师审计准则第1313号 ——分析程序                                     | 中国注册会计师审计准则第1313号 ——分析程序                                                         |
| 中国注册会计师审计准则第1314号 ——审计抽样和其他选取测试项目的方法             | 中国注册会计师审计准则第1314号 ——审计抽样                                                         |
| 中国注册会计师审计准则第1321号 ——会计估计的审计                               | 中国注册会计师审计准则第1321号 ——审计会计估计（包括公允价值会计估计）和相关披露                   |
| 中国注册会计师审计准则第1322号 ——公允价值计量和披露的审计                     | 中国注册会计师审计准则第1321号 ——审计会计估计（包括公允价值会计估计）和相关披露                   |
| 中国注册会计师审计准则第1323号 ——关联方                                       | 中国注册会计师审计准则第1323号 ——关联方                                                           |
| 中国注册会计师审计准则第1324号 ——持续经营                                     | 中国注册会计师审计准则第1324号 ——持续经营                                                         |
| 中国注册会计师审计准则第1331号 ——首次接受委托时对期初余额的审计               | 中国注册会计师审计准则第1331号 ——首次审计业务涉及的期初余额                                       |
| 中国注册会计师审计准则第1332号 ——期后事项                                     | 中国注册会计师审计准则第1332号 ——期后事项                                                         |
| 中国注册会计师审计准则第1341号 ——管理层声明                                   | 中国注册会计师审计准则第1341号 ——书面声明                                                         |
| 利用他人工作                                                                  |                                                                                                   |
| 中国注册会计师审计准则第1401号 ——利用其他注册会计师的工作                     | 中国注册会计师审计准则第1401号 ——对集团财务报表审计的特殊考虑                                     |
| 中国注册会计师审计准则第1411号 ——考虑内部审计工作                             | 中国注册会计师审计准则第1411号 ——利用内部审计人员的工作                                           |
| 中国注册会计师审计准则第1421号 ——利用专家的工作                               | 中国注册会计师审计准则第1421号 ——利用专家的工作                                                   |
| 审计结论和报告                                                                |                                                                                                   |
| 中国注册会计师审计准则第1501号 ——审计报告                                     | 中国注册会计师审计准则第1501号 ——对财务报表形成审计意见和出具审计报告                             |
| 中国注册会计师审计准则第1502号 ——非标准审计报告                               | 中国注册会计师审计准则第1502号 ——在审计报告中发表非无保留意见                                     |
| 中国注册会计师审计准则第1502号 ——非标准审计报告                               | 中国注册会计师审计准则第1503号 ——在审计报告中增加强调事项段和其他事项段                           |
| 中国注册会计师审计准则第1511号 ——比较数据                                     | 中国注册会计师审计准则第1511号 ——比较信息：对应数据和比较财务报表                                 |
| 中国注册会计师审计准则第1521号 ——含有已审计财务报表的文件中的其他信息         | 中国注册会计师审计准则第1521号 ——注册会计师对含有已审计财务报表的文件中的其他信息的责任           |
| 特殊事项                                                                      |                                                                                                   |
| 中国注册会计师审计准则第1601号 ——对特殊目的审计业务出具审计报告               | 中国注册会计师审计准则第1601号 ——对按照特殊目的编制基础编制的财务报表审计的特殊考虑               |
| 中国注册会计师审计准则第1602号 ——验资                                         | 中国注册会计师审计准则第1602号 ——验资                                                             |
|                                                                               | 中国注册会计师审计准则第1603号 ——对单一财务报表和财务报表特定要素审计的特殊考虑                   |
|                                                                               | 中国注册会计师审计准则第1604号 ——对简要财务报表出具报告的业务                                     |
| 中国注册会计师审计准则第1611号 ——商业银行财务报表审计                         | 中国注册会计师审计准则第1611号 ——商业银行财务报表审计                                             |
| 中国注册会计师审计准则第1612号 ——银行间函证程序                               | 中国注册会计师审计准则第1612号 ——银行间函证程序                                                   |
| 中国注册会计师审计准则第1613号 ——与银行监管机构的关系                         | 中国注册会计师审计准则第1613号 ——与银行监管机构的关系                                             |
| 中国注册会计师审计准则第1621号 ——对小型被审计单位审计的特殊考虑               |                                                                                                   |
| 中国注册会计师审计准则第1631号 ——财务报表审计中对环境事项的考虑               | 中国注册会计师审计准则第1631号 ——财务报表审计中对环境事项的考虑                                   |
| 中国注册会计师审计准则第1632号 ——衍生金融工具的审计                           | 中国注册会计师审计准则第1632号 ——衍生金融工具的审计                                               |
| 中国注册会计师审计准则第1633号 ——电子商务对财务报表审计的影响                 | 中国注册会计师审计准则第1633号 ——电子商务对财务报表审计的影响                                     |
| 中国注册会计师审阅准则第2101号 ——财务报表审阅                                 | 中国注册会计师审阅准则第2101号 ——财务报表审阅                                                     |
| 中国注册会计师其他鉴证业务准则第3101号 ——历史财务信息审计或审阅以外的鉴证业务 | 中国注册会计师其他鉴证业务准则第3101号 ——历史财务信息审计或审阅以外的鉴证业务                     |
| 中国注册会计师其他鉴证业务准则第3111号 ——预测性财务信息的审核                 | 中国注册会计师其他鉴证业务准则第3111号 ——预测性财务信息的审核                                     |
| 中国注册会计师相关服务准则第4101号 ——对财务信息执行商定程序                   | 中国注册会计师相关服务准则第4101号 ——对财务信息执行商定程序                                       |
| 中国注册会计师相关服务准则第4111号 ——代编财务信息                             | 中国注册会计师相关服务准则第4111号 ——代编财务信息                                                 |
| 会计师事务所质量控制准则第5101号 ——业务质量控制                               | 质量控制准则第5101号 ——会计师事务所对执行财务报表审计和审阅、其他鉴证和相关服务业务实施的质量控制 |